# 拉蒙特·莉莉
拉蒙特·莉莉（英語：Lamont Lilly；1979年—），是一名來自北卡羅來納州德罕的非裔美國人活動家。他在2016年美国总统选举中擔任莫妮卡·穆爾黑德的副手，代表工人世界党參選。

## 外部連結
- 拉蒙特·莉莉的X（前Twitter）